# ハリー、見知らぬ友人
ハリー、見知らぬ友人（Harry, un ami qui vous veut du bien)は2000年制作のフランス映画。

## キャスト
| 役名       | 俳優                 | 日本語吹替 |
| ---------- | -------------------- | ---------- |
| ハリー     | セルジ・ロペス       | 原康義     |
| ミシェル   | ローラン・リュカ     | 井上倫宏   |
| クレア     | マティルド・セニエ   | 坪井木の実 |
| プリュンヌ | ソフィー・ギルマン   | 渡辺美佐   |
| 父         | ドミニク・ローザン   | 大木民夫   |
| 母         | リリアン・ロヴェール | 浅井淑子   |
| ジャンヌ   |                      | 矢島晶子   |
| サラ       |                      | 川田妙子   |
| エリック   | ミシェル・フォー     | 村治学     |
| 販売員     |                      | 佐々木健   |

## ストーリー
夏のある日、田舎の別荘で休暇を過ごそうと、ミシェルは妻と子供達をつれて車で移動中であった。休憩のために止まったサービスエリアで、ミシェルと高校の同級生だというハリーという男性に声を掛けられる。ミシェルはハリーのことをまったく覚えていなかったが、久しぶりに会ったということで、ハリーとそのガールフレンドと共に別荘に向かうことにした。